# Era Nova

Era nova: revista do Movimento Contemporâneo foi dirigida por Teófilo Braga e Teixeira Bastos, entre Julho de 1880 e Setembro 1881, de periodicidade mensal, e insere-se no no contexto das ideias positivistas que se vinham a desenhar em Coimbra, de que Teófilo Braga foi o grande propagador. Um pequeno excerto traça as linhas centrais do programa da revista: «O pensamento que nos guia na fundação d’este periódico é consignar mensalmente os factos significativos da evolução progressiva da nossa nacionalidade no sentido da reorganisação social e procurar contribuir para o maior desenvolvimento da disciplina positiva das aspirações modernas por meio de estudos científicos, de ensaios sociológicos, de monographias, de criticas, de trabalhos literários, etc., tudo, mais ou menos subordinado ao critério seguro da filosofia positiva.» Assinam na Era Nova: Alexandre da Conceição, Augusto Rocha, Francisco de Arruda Furtado, Francisco de Paula e Oliveira, José Leite de Vasconcelos, João Teixeira Soares, José Augusto Vieira, Júlio de Matos, Narciso Alves Corrêa, Reis Dâmaso, Silva Graça, Simão Rodrigues Ferreira